# Eleutherodactylus guttilatus
Eleutherodactylus guttilatus är en groddjursart som först beskrevs av Cope 1879.  Eleutherodactylus guttilatus ingår i släktet Eleutherodactylus och familjen Eleutherodactylidae. IUCN kategoriserar arten globalt som livskraftig. Inga underarter finns listade i Catalogue of Life.